# 리이샤오
리이샤오(중국어 간체자: 李依晓, 정체자: 李依曉, 병음: Lǐ Yīxiǎo, 한자음: 이의효, 1983년 2월 2일 ~ )는 중국의 배우이다.

## 학력
- 중앙희극학원 (졸업)

## 출연작

### 드라마
- 2012년 안후이 위성 텔레비전 해돈제일극장 《혈전장공》 - 마흔람 역
- 2012년 베이징 텔레비전 홍성극장 《초한지》 - 우희 역
- 2013년 장쑤 위성 텔레비전 행복극장 《삼국의 여인》 - 문소황후 역
- 2013년 후난위성텔레비전 금응독파극장 《육정전기》 - 고상 역
- 2014년 후난위성텔레비전 청춘일요일 《애적부산과》 - 임일비 역
- 2015년 안후이 위성 텔레비전 해돈제일극장 《봉신영웅》 - 달기 역
- 2015년 후난위성텔레비전 금응독파극장 《가화만사흥》 - 장영설 역
- 2015년 선전 위성 텔레비전 황금극장 《반위창생반미인》 - 명심 역
- 2016년 베이징 텔레비전 홍성극장 《신소십일량》 - 풍사랑 역
- 2016년 후난위성텔레비전 찬석독파극장 《선검운지범 : 검과 정령 》 - 임미양 역
- 2016년 동방 위성 텔레비전 동방극장 《금수미앙》 - 문성문명황후 역
- 2017년 동방 위성 텔레비전 주파극장 《사조영웅전 2017》 - 풍형 역
- 2017년 베이징 텔레비전 품질극장 《직장시개기술활》 - 서비비 역
- 2018년 텐센트 웹 드라마 《독고천하》 - 원정황후 역
- 2018년 CCTV-1 제일특약극장 《사해노병》 - 문청 역
- 2018년 산동 위성 텔레비전 화양극장 《아문적천궐가》 - 막자기 역
- 2018년 후난위성텔레비전 금응독파극장 《지부지부응시녹비홍수》 - 주만량 역
- 2018년 저장 위성 텔레비전 주파극장 《부요황후》 -  배원 역
- 2019년 텐센트 웹 드라마 《의천도룡기 2019》 - 류심여 역
- 2020년 아이치이 웹 드라마 《빈변불시해당홍》 - 춘훤 역
- 2020년 CCTV-1 제일특약극장 《추몽》 - 판위 역
- 2021년 저장 위성 텔레비전 중국람극장 《애재성공하》 - 민나 역
- 2023년 후난위성텔레비전 금응독파극장 《온난적첨밀적》 - 선쉬에 역
- 2023년 저장 위성 텔레비전 중국람극장 《공소》 - 리우지아 역
- 2023년 텐센트 웹 드라마 《삼분야》 - 리친 역
- 2024년 후난위성텔레비전 금응독파극장 《시광정호》 - 루이츄 역